# 찬드라 노스
찬드라 노스(Chandra North, 1973년 1월 31일 ~ )는 미국의 모델이다.